# Непокорени град
Непокорени град је телевизијска серија ТВ Загреб која у 14 епизода описује догађаје који су се дешавали у Загребу за време Другог светског рата. Трајање сваке епизоде одудара од стандардног, јер свака има различиту минутажу, која је равна једном играном филму. Тако, прва епизода траје око 90 минута, док трећа има трајање од пуна два сата.

## О серији
Серија је снимана 1980. и 1981. године, по сценарију многобројних сценариста, најчешће Милана Шећеровића. Серија је такође имала многе режисере, од којих је највећи удео имао Едуард Галић. Музику је компоновао Алфи Кабиљо, а песме, према стиховима Бертолда Брехта, изводи Драго Млинарец. 
У серији се виде познати догађаји, као што је прелазак Иве Лоле Рибара, др Ивана Рибара, Ивана Горана Ковачића и Владимира Назора у партизане. Међутим, има и делова који говоре о мање познатим догађајима, као што су укидање Уједињеног радничког синдиката, пораст присталица Усташког покрета, живот логораша у логору Керестинецу, одакле су усташе одвеле и стрељале познатог новинара и публицисту, Отокара Кершованија. 

## Улоге
| Глумац                 | Улога                                                                  |
| ---------------------- | ---------------------------------------------------------------------- |
| Мустафа Надаревић      | Брко Сердар                                                            |
| Милан Штрљић           | Владо Ткалчић - Лауфер                                                 |
| Михаило Јанкетић       | Пуковник Томић                                                         |
| Јелисавета Саблић      | Сека                                                                   |
| Миле Рупчић            | Марко                                                                  |
| Мира Фурлан            | Зденка                                                                 |
| Ена Беговић            | Ана Мајдић                                                             |
| Шпиро Губерина         | Аугуст Цилић                                                           |
| Радослав Миленковић    | Ивек                                                                   |
| Миодраг Кривокапић     | Голман                                                                 |
| Фрањо Мајетић          | Бојник Равникар                                                        |
| Аљоша Вучковић         | Галеб                                                                  |
| Илија Џувалековски     | Др Иван Рибар                                                          |
| Фарук Беголи           | Иво Лола Рибар                                                         |
| Изет Хајдархоџић       | Владимир Назор                                                         |
| Енес Кишевић           | Иван Горан Ковачић                                                     |
| Угљеша Којадиновић     | Дивко Будак                                                            |
| Божидар Орешковић      | Вилко                                                                  |
| Божидар Алић           | Славко Маркон                                                          |
| Раде Шербеџија         | Црни                                                                   |
| Звонимир Ференчић      | Домобрански пуковник Лорен                                             |
| Младен Васари          | Божо                                                                   |
| Мато Ерговић           | Надзорник Тучан                                                        |
| Милан Ерак             | Кaмбeрa                                                                |
| Богдан Диклић          |                                                                        |
| Лојзе Розман           |                                                                        |
| Иво Грегуревић         | Професор Храстински                                                    |
| Борис Бузанчић         | Директор                                                               |
| Нада Гачешић           |                                                                        |
| Реља Башић             | газда Милан                                                            |
| Ирена Колесар          | Маркова мајка                                                          |
| Божидар Смиљанић       | Шеф Агената                                                            |
| Предраг Ејдус          | Отокар Кершовани                                                       |
| Перо Квргић            | Аугуст Цесарец                                                         |
| Борис Бакал            | Виктор Розенцвајг                                                      |
| Иво Сердар             | господин Витeк                                                         |
| Раде Марковић          | Домобрански генерал                                                    |
| Емил Глад              | Домобрaнски официр / Домобрaнски Бојник Јозо / Домобрански потпуковник |
| Миљенко Брлечић        | Жути                                                                   |
| Игор Гало              | Тони                                                                   |
| Жељко Мавровић         | Томо                                                                   |
| Вера Зима              | Нада                                                                   |
| Жарко Поточњак         | Секретар месног комитета                                               |
| Крунослав Шарић        | Секретар рејонског комитета                                            |
| Тихомир Поланец        |                                                                        |
| Вања Драх              | Кипар                                                                  |
| Маријан Ловрић         | Иван Крндељ                                                            |
| Душко Груборовић       | Курир                                                                  |
| Иво Фици               |                                                                        |
| Младен Шермент         | Глумац у кабареу                                                       |
| Љубо Капор             | Полицијски агент                                                       |
| Санда Фидершег         |                                                                        |
| Нада Суботић           | Супруга домобранског пуковника                                         |
| Мартин Сагнер          |                                                                        |
| Јурица Дијаковић       | Странка испред Витековог уреда                                         |
| Ивка Дабетић           | Камелија Цилић                                                         |
| Маријан Хабазин        |                                                                        |
| Бранко Супек           |                                                                        |
| Људевит Галић          | Поправљач инструмената / Лугар                                         |
| Илија Ивезић           | Жељезничар                                                             |
| Божена Краљева         | Сусједа која слуша радио Лондон                                        |
| Павле Богдановић       | Мрки                                                                   |
| Ратко Буљан            |                                                                        |
| Ива Марјановић         |                                                                        |
| Драго Митровић         | Усташки официр                                                         |
| Круно Валентић         | Господин Мијо                                                          |
| Едо Перочевић          | Конспиратор                                                            |
| Крешимир Зидарић       |                                                                        |
| Драган Миливојевић     | Таборник Мајсец                                                        |
| Јагода Антунац         | Матова жена                                                            |
| Миња Николић           | Зденкина мајка                                                         |
| Владимир Крстуловић    | Андро Микулец / Странка испред Витeковог урeдa                         |
| Ивица Катић            | Огњен Прица                                                            |
| Адам Ведерњак          |                                                                        |
| Сабрија Бисер          | Брицо                                                                  |
| Звонимир Зоричић       | Жељезничар провокатор                                                  |
| Мирко Швец             | Андрија Жаја / контролор исправа у возу                                |
| Марко Симчић           |                                                                        |
| Драго Крча             |                                                                        |
| Анте Дулчић            |                                                                        |
| Иво Кадић              |                                                                        |
| Бранко Боначи          | Доктор Маријан                                                         |
| Лена Политео           | Госпођа у крзненој бунди                                               |
| Ивица Пајер            | Затворски чувар у Керестинцу                                           |
| Слободан Велимировић   | полицијски агент                                                       |
| Милка Подруг Кокотовић | Горанова мајка                                                         |
| Стево Крњајић          | усташки сатник Млинарић                                                |
| Отокар Левај           | Професор Лука Ивић                                                     |
| Костадинка Велковска   |                                                                        |
| Бисерка Алибеговић     |                                                                        |
| Џевад Алибеговић       |                                                                        |
| Милан Плећаш           | Албин                                                                  |
| Јосип Генда            |                                                                        |
| Иван Ловричек          | Слагар у тискари                                                       |
| Дарко Срића            | конобар Франц                                                          |
| Славица Јукић          |                                                                        |
| Анте Румора            | Глумац у партизанима / усташки натпоручник Рац                         |
| Бранка Стрмац          | Госпођа испред Витековог уреда                                         |
| Божо Јајчанин          | Шеф стражара у логору Керестинец                                       |
| Наташа Маричић         |                                                                        |
| Тоне Кунтнер           |                                                                        |
| Боривој Шембера        |                                                                        |
| Смиљка Бенцет          |                                                                        |
| Велимир Хитил          |                                                                        |
| Влајко Шпаравало       |                                                                        |
| Перо Врца              |                                                                        |
| Рикард Брзеска         | Жељезничар                                                             |
| Бранко Шпољар          |                                                                        |
| Тошо Јелић             |                                                                        |
| Влатко Дулић           | Партизански командир                                                   |
| Јожа Шеб               |                                                                        |
| Јован Стефановић       |                                                                        |
| Стане Потиск           | Гeнeрaл Глeз фон Хорстeнaу                                             |
| Андреј Нахтигал        |                                                                        |
| Зоран Покупец          |                                                                        |
| Данило Попржен         | полицијски агент                                                       |

## Списак епизода
1. Буревјесник (21. фебруар 1982)
2. Смрт фашизму - слобода народу
3. Непокорени
4. 72-96
5. Дуги бијег
6. Ударне групе
7. Чамац на Купи
8. Човјек у сјени
9. Црна кожна торба
10. Глумац
11. Смрт секретара
12. Четворка
13. Галеб (16. мај 1982)
14. Крај рата

### 1. Буревјесник
Епизода говори о кратком периоду пре почетка Другог светског рата, Марко (Миле Рупчић) се забавља са Зденком (Мира Фурлан), међутим, њен отац не одобрава ту везу, јер је Марко члан радничког синдиката, а он је пак, Мачекову униформу. Зденкин брат, Томо, ради у радионици за поправку бицикала, чији власник (Реља Башић) углавном вози мотоциклистичке трке, а Томи не дозвољава да приђе мотору. Марко и Томо полазе да лепе плакате за Силвестрово, које организује УРС, и бивају нападнути од усташких присталица. На Силвестрово упадају полицајци, и растурају дочек Нове 1941. године. У штрајку, у коме учествују и Марко и Зденка, јер су радници желели нови колективни уговор, већина радника бива ухапшена, међутим, Зденку отац избавља из затвора. Она одлази од куће, и прелази да живи код Марка и његове мајке (Ирена Колесар). Марко постаје члан Комунистичке партије. Пријатељи налазе Марку и Зденки нови посао, јер су отпуштени из фабрике, а Томо, залуђен усташким обећањима прилази њиховом покрету, чији вођа (Михаило Јанкетић) презире Србе и Јевреје из дна душе. Пошто немају више синдикат, радници се сами организују и иду на излет. Тамо их стижу усташе, међу којима су и Томо и већ наведени усташки вођа. Лауфер (Милан Штрљић) стаје испред радника да их брани од усташких нападача. Епизода завршава тиме што Марко успева да побегне од полицијске потере, која га је стигла и у железари, где је радио.

### 2. Смрт фашизму - слобода народу
Логор Керестинец је формиран, а чувари терају затворенике да обављају физичке послове, међутим, они одбијају, под претњом да ће штрајковати глађу. Млади комунисти протестују код њиховог вође (Мустафа Надаревић), који пак не успева да их суздржи, те они нападају и убијају усташког војника с намером да му одузму оружје. Зденка иде код мајке, да јој честита рођендан, али се враћа и Томо, који је био одсутан већ месец дана. На питање где је био, одговара да је био по Босни, а на питање шта је радио, викнуо је и показао на његов нож. Зденка одлази, а родитељи остају згрожени, кад схватају на који начин је њихов син добио чин. Томо затим одлази к његовом бившем шефу, и уцењује га. Он не пристаје, те га Томо пријављује полицајцима, и себи узима радионицу. Марко, одлази код Томе, у тренутку када је овај ступио на нову дужност, и када је чуо да Томо, сасвим безвезе, говори да ако Марко хоће приступити усташама, прво ће морати мало у Босну или на Кордун да се доказује. Чим је то изговорио, Марко га је убио чекићем и узео му пиштољ. У Керестинецу се врше предавања о Марксу, Енгелсу и комунизму углавном, те у том тренутку затвореници имају потпуну слободу удруживања. Комунисти спремају радио-станицу за емитовање, а исто тако и врше диверзије по граду. Када усташки официр, стари пријатељ Отокара Кершованија (Предраг Ејдус), долази у инспекцију, мења режим живота у Керестинецу, а Кершованију нуди излаз из логора под условом да пише чланке у интересима НДХ. Чланови отпора уче да бацају бомбе тако што бацају каменице у воду, и сазнају да емитовање комунистичке радио-станице почиње сутрадан, и кроз прозор избацују истог усташког официра, јер је у радничком дому држао говор у корист фашистичке државе. Ана (Ена Беговић), која је растурала летке по граду, бива ухваћена, и бачена у затвор, где, под претњом, сече вене, да би избегла мучење. Епизода завршава крајем првог емитовања радио-емисије КПЈ.

### 3. Непокорени
Епизода прати неуспели бег истакнутих и напредних интелектуалаца из логора у Керестинцу из јула 1941. године. На железници често долази до саботажа, локомотиве се кваре, мењају се налепнице дестинација тако да композиције стижу на погрешна одредишта, а једне ноћи долази до крађе оружја из једног вагона. Усташе, немогавши да пронађу кривце, приводе све раднике. Сазнају да један од радника, који је учествовао у акцији и био рањен, није дошао на посао. Проналазе га, а потом га и убију. Немци, незадовољни што су им погони железаре празни, наређују усташама да пусте раднике. Да би показали своју моћ, усташе осуђују на смрт десеторицу комуниста, међу њима Божидара Аџију, Отокара Кершованија и Огњена Прицу. Илегалци убрзавају акције за ослобађање затворених у Керестинцу. Преко супруге једног затвореника шаљу поруку о плану за бекство. Они треба тачно у поноћ да савладају стажу у затвору, а Илегалци ће их камионима пребацити на слободну територију ка Босни. Затвореници успевају савладати стражаре и узимају оружје које је било у логору. Долази до пуцњаве, а преостали стражари се разбежавају. Чувши пуцњаву, Илегалци помисле да затвореницима није успео план, па се разилазе. Одбегли затвореници, видевши да их нико не чека, одлучују да се до јутра сакрију у оближњој шуми. Ујутро, усташе почињу потеру за бегунцима и склапају обруч око њих. Оне које су ухватили живе, одводе у Загреб. Из групе издвајају књижевника Аугуста Цесареца (Перо Квргић) и малолетног Ивека (Радослав Миленковић). Ухваћене бегунце муче, Цесареца покушају наговорити да пређе под усташку заставу, али он то одбије. Ивкеа доводе министру, који га оставља преко ноћи у својој канцеларији под надзором дежурног усташког пуковника који га пребије. Ујутро бегунце и Цесареца стрељају, а министар говори Ивеку да је Поглавник помиловао, јер је малолетан и није комуниста. Пушта га кући, али на самом излазу усташа који га је пребио и коме се управо завршило дежурство пуца му у леђа.

### 4. 72-96
Комунистичка партија одлучује да онеспособи загребачку Главну пошту која је велико чвориште телефонских и телеграфских веза од запада према југу и југоистоку Европе. Наиме, преко централе у Загребу повезује се Берлин са окупационим снагама у Русији, Румунији и Бугарској. Диверзија на телефонској централи поверена је Славку (Божидар Алић), механичару на ТТ уређајима који прихвата задатак да унесе експлозив у саму зграду, а онда да га и активира на више места.

### 5. Дуги бијег
Гестапо у Београду упорно трага за угледним предратним политичаром доктором Иваном Рибаром који би могао бити од велике користи комунистима, јер је његов син Иво Лола члан Централног комитета. Илегалци успевају да тајно пребаце др Рибара у Земун, где се укрцава у исти воз за Загреб са сином. Обојица путују са фалсификованим документима, а у истом купеу нађе се и високи војни усташки функционер.

### 6. Ударне групе
Добро организоване групе загребачког покрета отпора на различите начине наносе тешке ударце усташама и Немцима кроз заседе, диверзије и саботаже. Лауферова група добија задатак да минира и уништити фабрику акумулатора. У фабрику треба да унесу пуно експлозива, па смишљају план да експлозив ставе у саксије са цвећем. Друга група има задатак да непрестано саботира поправке тенкова, а трећа да за време пројекције филма о успесима Немачке војске на фронту, дигне у ваздух биоскопску салу.

### 7. Чамац на Купи
Седма епизода носи назив по песми Владимира Назора „Чамац на Купи“, а прати припреме за прелазак Ивана Горана Ковачића (Енес Кишевић) и Владимира Назора (Изет Хајдархоџић) из Загреба у партизане. Усташке власти прате Назора и нуде му разне повластице као би приступио њиховим редовима. Иван Горан Ковачић не скрива колико презире злочин и насиље, па се њих двоје супросатаве усташама. Тиме њихов одлазак из Загреба и пребацивање на ослобођену територију постаје све више опаснији.

### 8. Човјек у сјени
Након што је у руке усташа пао илегалац задужен за израду лажних личних исправа, пропусница и бонова за храну, избор за новог „фалсификатора“ пада на младог физичара (Иво Грегуровић).

### 9. Црна кожна торба
Владо Ткалчић, звани Лауфер (Милан Штрљић), треба да пренесе црну торбу из Карловца у Загреб. У торби се налазе документа главног штаба. Лауфер улази у воз прерушен у усташког курира, међутим, у купеу са њим је и прави курир (Звонимир Лепетић) који се скоро не одваја од њега. У њиховом купеу се поред правог курира, који носи списак људи које су усташе убациле као шпијуне међу партизански одред, налазе још жена домобранског пуковника (Нада Суботић), девојка којој су усташе побили породицу и запалили кућу, као и ситни шверцер (Антун Налис). Комунисти шаљу два човека да дочекају Лауфера, међутим, деси се забуна и они покупе правог усташког курира. Лауфер бежи од потере из трамваја, по граду. Успут трчећи без застајања, успе да се реши потере, али не задуго, јер када преда торбу шустеру, коме је требало да је однесе, наставља да бежи. Правог усташког курира подмећу усташама као Лауфера, али они препознају замену, и хапсе Жутог, иначе, шустеровог помоћника. Лауфер улази у подрум једне зграде, где га опкољавају усташе. Када доведу људе из зграде, под претњом да ће их побити ако се он не преда, он се двоуми да ли да се упуца или да се преда. Мислећи да ће издржати, предаје се, те га одводе у усташко редарство. Тамо Жути бива мучени од стране усташког официра (Михаило Јанкетић). Страховите сцене мучења виде се кад Жутог испитују лет лампом, притом спаљујући му стомак. Жути и поред свих претрпљених мука одбија да каже где је торба, па усташе прете да ће на његов голи стомак путити пацова по имену Карло и пустити лет лампу да би животиња прогризањем коже нашла спас у његовим цревима. Жути говори да ће им све признати, али пре него што им ишта каже убија се скочивши кроз прозор. Потом муче и Лауфера, међутим он ништа не признаје. Када на крају изгубе живце, они га убацују у камион да га одведу на вешање. Када ниједан конопац не одговара Лауферу, он користи прилику да побегне, не имајући шта да изгуби. Успева му да изгризе конопац којим су му биле везане руке, губећи разум, ставља главу у реку која је туда протицала, затим, подижући главу, испушта нељудски крик. Епизода је таква да оставља гледаоце да се двоуме око тога да ли је Лауфер остао жив или је изгубио разум, те био ухваћен и убијен.

### 10. Глумац
Прича прати живот глумца Аугуста Цилића (Шпиро Губерина) за време рата, како је сарађивао са комунистичком партијом, преко тога како покушава да извуче његову пријатељицу из затвора и бива умало проваљен, као и после његово пресељење у Загреб где крије документе штаба комунистичке партије Загреба, све до тренутка када побегне бесним усташким и полицијским властима возом у партизане, где се сцена и завршава - Аугуст глуми за борце.

### 11. Смрт секретара
Епизода почиње тако што група илегалаца истоварају дрва испред једне куће. Звучи чудно, али они заправо чекају домобрански камион који превози лекове. На превару заустављају домобране, избацују их из камиона, под претњом да су на нишану снајперисте. На састанак илегалаца код фотографа стиже човек с брадом, а после њега, и секретар. Међутим, на дужност новог шефа Гестапоа стиже нови официр (Богдан Диклић). Код њега долазе усташки сатник (Фрањо Мајетић) и шеф полиције. Њих двојица тврде да је комунизам скоро искорењен у Загребу, међутим, он одговара питањем „Чему онда редарствени сат?". На официрово обавештење да се код Стаљинграда бори и једна усташка легија, он одговара „Да, то је од пресудног значаја“, тако да они од њега одлазе прилично посрамљени и са инструкцијама да морају да елиминишу секретара месног комитета. На железничкој станици, усташе сасвим случајно хватају курира Главног штаба Хрватске који носи документе Месном комитету Загреба. Он бива мучен, али не попушта. Тек када доведу његову жену и дете од 3 године, и када му запрете да ће их пребацити у Јасеновац, он је приморан да пристане на сарадњу, уз обећање шефа полиције да ће му након мисије омогућити пребацивање у Италију за њега и породицу. Он прво откуца његову везу, човека с брадом, коме усташе намештају клопку у подземном пролазу. Међутим, њега убијају. Рејонски секретар има састанак у музеју са другом курировом везом, међутим, постаје сумњичав када чује да курир има ожиљак. Наместио је куриру састанак на станици у 10, али уз све мере предострожности. Месни секретар одлази на станицу, али када прозре замку, удара шефа полиције, и бежи уз помоћ рејонског секретара и још једног илегалца, док им одступницу чува продавац новина. Успевају да побегну, али је месни секретар рањен у ногу. Након што су покушали да нађу недоступног, редовног, лекара илегалаца, рејонски секретар доводи доктора. Овај пријављује случај полицији, али је имао повез преко очију, и још преко тамне наочаре. Курира убијају, али тврдоглави месни секретар захтева да промени место боравка, иако му нога није сасвим залечена. Усташе их примећују, и два секретара се дају у бег. Када стижу испред малог кафеа, месни секретар бива убијен, маестрално падајући преко столова, ломећи сав инвентар. Таман када се учини да ће рејонски секретар да се убије, он креће у продор, успева да се пробије до крова једне зграде, прито убијајући велики број агената и усташа, али бива опкољен и убијен. На крају два илегалца бацају летке са крова, на којима пише да су се Немци дали у повлачење, тј. да је Стаљинград одолео.

### 14. Крај рата
Последња епизода серије прати последње грцаје НДХ да се супротстави партизанима који су све ближе Загребу. Наш стари знанац, усташки официр (Михаило Јанкетић) диже све снаге на устанак, док се, заправо, спрема за Аустрију. Брко (Мустафа Надаревић) привољава пуковника Карловца, заповедника Народне Заштите да сарађује са њим, и уз његову помоћ, комунисти спашавају виталне објекте од минирања, цивиле од усташких мобилизација, као и децу из основних школа принудне мобилизације. У краћим сценама, приказују се терори усташке Црне Легије, бекства домобрана, клања, преваре и убијања. Дан слободе стиже, и док Брко излеће да поздрави прве ослободиоце, једног од њих погађа скривени снајпер, на којег полази Брко са 2 партизана. Он бива рањен, снајпери елиминисани. Крај. Заиста крај. На крају епизоде, још се приказују неке статистике у вези са бројем народних хероја које је изнедрио Загреб, број жртава и слично.